# ニンゲン観察バラエティ モニタリング
『ニンゲン観察バラエティ『モニタリング』』（ニンゲンかんさつバラエティ モニタリング）は、TBS系列で2012年10月24日から放送されているバラエティ番組。2013年3月27日まで毎週木曜日（水曜日の深夜） 0:20 - 0:50（JST、以下略）に放送され、同年4月25日からは毎週木曜日 20:00 - 20:54に枠移動しゴールデンタイム進出を果たした。

## 概要
日常生活でありえないシチュエーションを設定し、人々がどのような行動を取るのかを観察する。さまざまなアングルで設置された、隠しカメラによるVTR映像を紹介していく。
いわゆる『ドッキリ』番組のひとつであるが、2010年代以降の番組としては珍しい「一般人をターゲットとしたドッキリ」が制作されているのが特徴である。そのため、ドッキリの内容は人を驚かせるよりも『重大な決断に関する家族の反応』や『SFのようなシチュエーションが現実に起きたら？』といった心理状況の観察に重きが置かれている。また、芸能人やスポーツ選手が仕掛け人となる場合は特殊メイクなどで変装して驚かせるパターンが多い。不定期ながらドッキリではない有名人によるロケ企画も放送される。
当番組のパイロット版として特番『日本中でニンゲン観察こんな時…アナタならどうする!?大実験SP』が、2012年9月12日放送分の19:00 - 20:49に放送された。この番組にベッキーも出演した。
2013年10月29日放送分には、『マツコの日本ボカシ話』が諸事情により放送を休止したことに伴う穴埋めで傑作選として23:58 - 翌0:28に放送され、7カ月ぶりに深夜での放送を行った。
一部の新聞の番組欄では「人間観察バラエティ モニタリング」と「ニンゲン」を漢字で表記されている。
2015年10月8日放送分から、本番組の後続番組『木曜ドラマ劇場』廃枠に伴う後枠を吸収し、本番組を21:49まで延長することで正式に19:56からの2時間番組としてリニューアルされることが同年7月23日に発表された。TBSで単発特別番組枠でない2時間のバラエティ番組が放送されるのは、2011年10月 - 12月まで水曜21:00 - 22:48枠で放送されていた『ジャパーン47chスーパー』（MBS制作）以来で、TBS制作では初。また木曜20時台が2時間枠になるのは2010年4月 - 2012年9月まで木曜19・20時台に放送されていた『スパモク!!』（ローカルセールス枠）以来3年ぶりで、木曜21時台が2時間枠になるのと木曜20・21時台が2時間のバラエティ枠になるのは開局以来初となる。
2016年4月7日放送分からは、本番組後続のミニ枠『ウエディングステージ』終了に伴ってさらに5分拡大し、19:56 - 21:54の放送となった。
2016年6月2日放送分は、19:00 - 21:00に『リオ五輪バレーボール世界最終予選 男子5戦  日本× オーストラリア』を放送するため、64分繰り下げ・4分縮小し、21:00 - 22:54に放送された。
2017年10月5日放送分からは直前番組『プレバト!!』（MBS制作）の拡大に伴い、4分繰り下げ・1分縮小して20:00 - 21:57に変更された。
2022年10月6日放送分には放送開始10周年、2023年4月6日放送分にはゴールデン昇格10周年。
電子番組表では、Twitterの公式ハッシュタグは「#モニタリング」と案内されている（視聴者がこのハッシュタグでツイートしているのを確認したスタッフが公式化した）。
放送中の画面左上のテロップには「ニンゲン観察! モニタリング」と表示されることがある（バラエティ”の部分が省略されており、代わりに”!”マークが付けられている）。
近年は参加者に対して生歌を披露する「歌サービスシリーズ」のほか、ガラス張りのカラオケボックスでの賞金プレゼント企画、ものまねを含む「歌」を題材とした企画が多い。
2024年4月4日からは直後番組『JNNフラッシュニュース』(木曜版) の縮小に伴い、1分拡大して20:00 - 21:58に変更された。
2024年4月18日の放送から、本番組の姉妹番組として犬と猫をメインとした「わんにゃん観察バラエティ アニマリング」がスタートし、20:00 - 21:58に放送された。その1ヶ月後である5月23日にも第2弾が同時間帯にて放送された。（詳しくは「姉妹番組」に記載。）

## 出演者

### MC
- ブラックマヨネーズ（小杉竜一・吉田敬）

### レギュラー
- 小泉孝太郎
- 笹野高史
- ハリセンボン（近藤春菜・箕輪はるか）
- NAOTO（2016年4月 - ）
- 川口春奈（2020年8月20日 - ）[注 9]

### 準レギュラー
- 速水もこみち
- DAIGO
- 金田朋子
- 森渉
- オードリー（春日俊彰・若林正恭）- 「日本全国廃品回収モニタリング」「夫婦カミングアウトモニタリング」「銅像春日」[注 10]「カメレオン春日」[注 10]コーナーなどを担当。
- 原西孝幸（FUJIWARA）
- 本田望結
- 氷川きよし
- 谷まりあ
- 河北麻友子
- 川田裕美
- 鷲見玲奈
- ももいろクローバーZ[注 11]
- 杉山真也（TBSアナウンサー）

### 過去のレギュラー
- 木下優樹菜　2012年10月24日 - 2019年10月24日

### 過去の準レギュラー
- 南波雅俊（TBSアナウンサー）

## 主なモニタリング
孝太郎リサーチ
商店街やスーパーマーケットで通常はありえないサービスや販売を行い、関東と関西を比較してそれぞれの行動を観察する。特に「こんなものがタダで売っていたら」では関東の人は関心がなく買わないで立ち去る人が多く、関西の人は人だかりができるほど集まり、すぐに売り切れる。一般人であるため、ターゲットの人以外は顔にぼかしを入れている。商品を買った、あるいは買わなかったターゲットの人をスタッフが追いかけて理由や感想を聞いたりする。
もしも○○が話しかけたら？話す？話さない？
「ペット」は子供を対象にした企画。他に「自動販売機」「雪だるま」「ぬいぐるみ」などがある。
木部さんシリーズ
開始当初は、変装した当時レギュラーのベッキーに気づくかを観察するものであった。2016年2月より休止。
値切り三姉妹が行く
女装した小杉、吉田、笹野が三姉妹（笹野が長女、小杉が次女、吉田が三女という設定）に扮し、商店街を散策して立ち寄った店舗で買った商品を値切りながら練り歩く。
原西ゴリラシリーズ
正式なコーナータイトルは「動物園のゴリラが着ぐるみだったら気付く？気付かない？」
FUJIWARA・原西孝幸が、精巧に作られたゴリラの着ぐるみを着て、動物園の入園客に「人間」だと見抜かれるかをモニタリングするコーナー。最初はゴリラらしく振舞うが、徐々にテレビCMの真似など現実のゴリラがやらないようなことまで行う。開始当初は原西だけで行っていたが、2015年6月25日放送のSPからは相方の藤本敏史が加入して2人で行うようになった。原西だけのころには、柔道家・篠原信一が参加して2人で行ったこともある。2015年10月8日の3時間SPでは浅田舞が参加した。
モニタリングアホ四天王シリーズ
JOY、トレンディエンジェル斎藤・ジャングルポケットおたけ＆太田がどっきりにひっかかる企画。
日本全国モニタリングの旅
家族や恋人に感謝の気持ちを込めて、何らかのサプライズを行いたいなど、視聴者からの依頼を速水もこみちが協力する企画。
もしも学校に芸能人が潜入したら気付く？気付かない？
芸能人が学校に教育実習生と称して生徒に気付かれるかをモニタリングする。芸能人は気付かれないように変装をして教室に入り授業をする。
生徒には学校の紹介VTRの撮影として生徒たちの様子を撮影している。尚、放送内では一部の生徒の顔に、ぼかしが入れられている。
世にも奇妙なモニタリング
「もしもどこでもドアが存在したら」など、現実には起こりえないことを目撃した時の反応をモニタリングする。
もしも芸能人が変装して実家に帰ったら親は気付く？気付かない？
芸能人の実家のもとへDAIGOが偽番組の取材と称して訪問し、芸能人がADなどに扮してその撮影に参加。変装した芸能人に親が気付くかどうかをモニタリングする。
メンタリストDaiGoと対決
メンタリスト・DaiGoと芸能人（主に俳優）が心理戦で対決する。大抵は対戦相手があるテーマに従って複数のカードの中から1枚を選び、DaiGoは相手との会話を通じて選んだカードが何かを探る形を取り、選んだカードをDaiGoが当てられれば勝利となる。
95点以上出して1万円ゲット！！
商店街や道の駅などの人が集まる場所にガラス張りのカラオケボックスを設置し、歌唱する。95点以上を出すと賞金1万円、100点を出すと賞金3万円が出る。
歌サービスシリーズ
ガソリンスタンドや駅などで本物の歌手が参加者の前で生歌を披露する。
アーティストが変装して歌うと気付く?気付かない?
アーティストが、様々な場所で変装して歌うと周りにいた人が気付くかどうかをモニタリングする。（出演：Toshl、石井竜也、華原朋美、高橋洋子、相川七瀬、小林幸子など）
上記のほか、一般人夫婦やカップル、芸能人をターゲットにしたドッキリ企画などがある。（※土屋太鳳がチアリーダーになって応援してくれる「たおうえん」、TBS系連続ドラマ、著名なアスリートが変装してスポーツ大会等に潜入、木村拓哉が三代目JSBのライブに潜入など）

## ネット局

### パイロット版
| 放送対象地域   | 放送局                    | 系列    | 放送日時                    | 放送形態       |
| -------------- | ------------------------- | ------- | --------------------------- | -------------- |
| 関東広域圏     | TBSテレビ（TBS）          | TBS系列 | 2012年9月12日 19:00 - 20:49 | 製作局         |
| 北海道         | 北海道放送（HBC）         | TBS系列 | 2012年9月12日 19:00 - 20:49 | フルネット     |
| 宮城県         | 東北放送（TBC）           | TBS系列 | 2012年9月12日 19:00 - 20:49 | フルネット     |
| 福島県         | テレビユー福島（TUF）     | TBS系列 | 2012年9月12日 19:00 - 20:49 | フルネット     |
| 静岡県         | 静岡放送（SBS）           | TBS系列 | 2012年9月12日 19:00 - 20:49 | フルネット     |
| 富山県         | チューリップテレビ（TUT） | TBS系列 | 2012年9月12日 19:00 - 20:49 | フルネット     |
| 石川県         | 北陸放送（MRO）           | TBS系列 | 2012年9月12日 19:00 - 20:49 | フルネット     |
| 中京広域圏     | 中部日本放送（CBC）       | TBS系列 | 2012年9月12日 19:00 - 20:49 | フルネット     |
| 宮崎県         | 宮崎放送（MRT）           | TBS系列 | 2012年9月12日 19:00 - 20:49 | フルネット     |
| 沖縄県         | 琉球放送（RBC）           | TBS系列 | 2012年9月12日 19:00 - 20:49 | フルネット     |
| 青森県         | 青森テレビ（ATV）         | TBS系列 | 2012年9月12日 20:00 - 20:54 | 短縮バージョン |
| 岩手県         | IBC岩手放送（IBC）        | TBS系列 | 2012年9月12日 20:00 - 20:54 | 短縮バージョン |
| 山形県         | テレビユー山形（TUY）     | TBS系列 | 2012年9月12日 20:00 - 20:54 | 短縮バージョン |
| 山梨県         | テレビ山梨（UTY）         | TBS系列 | 2012年9月12日 20:00 - 20:54 | 短縮バージョン |
| 新潟県         | 新潟放送（BSN）           | TBS系列 | 2012年9月12日 20:00 - 20:54 | 短縮バージョン |
| 長野県         | 信越放送（SBC）           | TBS系列 | 2012年9月12日 20:00 - 20:54 | 短縮バージョン |
| 近畿広域圏     | 毎日放送（MBS）           | TBS系列 | 2012年9月12日 20:00 - 20:54 | 短縮バージョン |
| 鳥取県・島根県 | 山陰放送（BSS）           | TBS系列 | 2012年9月12日 20:00 - 20:54 | 短縮バージョン |
| 岡山県・香川県 | 山陽放送（RSK）           | TBS系列 | 2012年9月12日 20:00 - 20:54 | 短縮バージョン |
| 広島県         | 中国放送（RCC）           | TBS系列 | 2012年9月12日 20:00 - 20:54 | 短縮バージョン |
| 山口県         | テレビ山口（tys）         | TBS系列 | 2012年9月12日 20:00 - 20:54 | 短縮バージョン |
| 愛媛県         | あいテレビ（itv）         | TBS系列 | 2012年9月12日 20:00 - 20:54 | 短縮バージョン |
| 高知県         | テレビ高知（KUTV）        | TBS系列 | 2012年9月12日 20:00 - 20:54 | 短縮バージョン |
| 福岡県         | RKB毎日放送（RKB）        | TBS系列 | 2012年9月12日 20:00 - 20:54 | 短縮バージョン |
| 長崎県         | 長崎放送（NBC）           | TBS系列 | 2012年9月12日 20:00 - 20:54 | 短縮バージョン |
| 熊本県         | 熊本放送（RKK）           | TBS系列 | 2012年9月12日 20:00 - 20:54 | 短縮バージョン |
| 大分県         | 大分放送（OBS）           | TBS系列 | 2012年9月12日 20:00 - 20:54 | 短縮バージョン |
| 鹿児島県       | 南日本放送（MBC）         | TBS系列 | 2012年9月12日 20:00 - 20:54 | 短縮バージョン |

### レギュラー版

#### 深夜時代
| 放送対象地域   | 放送局                | 系列    | 放送期間                       | 放送日時                     | 遅れ       |
| -------------- | --------------------- | ------- | ------------------------------ | ---------------------------- | ---------- |
| 関東広域圏     | TBSテレビ（TBS）      | TBS系列 | 2012年10月24日 - 2013年3月27日 | 木曜（水曜深夜） 0:20 - 0:50 | 製作局     |
| 北海道         | 北海道放送（HBC）     | TBS系列 | 2012年10月24日 - 2013年3月27日 | 木曜（水曜深夜） 0:20 - 0:50 | 同時ネット |
| 岩手県         | IBC岩手放送（IBC）    | TBS系列 | 2012年10月24日 - 2013年3月27日 | 木曜（水曜深夜） 0:20 - 0:50 | 同時ネット |
| 山形県         | テレビユー山形（TUY） | TBS系列 | 2012年10月24日 - 2013年3月27日 | 木曜（水曜深夜） 0:20 - 0:50 | 同時ネット |
| 静岡県         | 静岡放送（SBS）       | TBS系列 | 2012年10月24日 - 2013年3月27日 | 木曜（水曜深夜） 0:20 - 0:50 | 同時ネット |
| 石川県         | 北陸放送（MRO）       | TBS系列 | 2012年10月24日 - 2013年3月27日 | 木曜（水曜深夜） 0:20 - 0:50 | 同時ネット |
| 中京広域圏     | 中部日本放送（CBC）   | TBS系列 | 2012年10月24日 - 2013年3月27日 | 木曜（水曜深夜） 0:20 - 0:50 | 同時ネット |
| 福岡県         | RKB毎日放送（RKB）    | TBS系列 | 2012年10月24日 - 2013年3月27日 | 木曜（水曜深夜） 0:20 - 0:50 | 同時ネット |
| 岡山県・香川県 | 山陽放送（RSK）       | TBS系列 | 2012年10月31日 - 2013年4月23日 | 火曜 23:53 - 翌0:23          | 27日遅れ   |
| 宮城県         | 東北放送（TBC）       | TBS系列 | 2012年11月5日 - 2013年1月7日   | 月曜 23:50 - 翌0:20          | 12日遅れ   |
| 新潟県         | 新潟放送（BSN）       | TBS系列 | 2012年11月6日 - 2013年4月2日   | 火曜（月曜深夜） 0:20 - 0:50 | 12日遅れ   |
| 青森県         | 青森テレビ（ATV）     | TBS系列 | 2012年11月6日 - 2013年4月9日   | 火曜（月曜深夜） 0:25 - 0:55 | 12日遅れ   |
| 広島県         | 中国放送（RCC）       | TBS系列 | 2012年11月8日 - 2013年3月28日  | 木曜（水曜深夜） 0:50 - 1:20 | 14日遅れ   |
| 大分県         | 大分放送（OBS）       | TBS系列 | 2012年11月8日 - 2013年3月14日  | 木曜（水曜深夜） 0:55 - 1:25 | 7日遅れ    |
| 近畿広域圏     | 毎日放送（MBS）       | TBS系列 | 2012年11月15日 - 2013年3月28日 | 木曜（水曜深夜） 0:55 - 1:25 | 28日遅れ   |

#### 単発・不定期放送
| 放送対象地域 | 放送局                    | 系列    | 放送日時                                                                                                | 放送回     |
| ------------ | ------------------------- | ------- | --- | ---------- |
| 鹿児島県     | 南日本放送（MBC）         | TBS系列 | 2012年12月2日 15:00 - 16:00 2013年3月27日（26日深夜） 0:10 - 0:40 2013年4月25日（24日深夜） 0:35 - 1:05 | 第1回 不明 |
| 長崎県       | 長崎放送（NBC）           | TBS系列 | 2013年1月20日 14:00 - 14:30                                                                             | 不明       |
| 山口県       | テレビ山口（tys）         | TBS系列 | 2013年3月31日 15:54 - 16:54 2013年4月24日 23:58 - 翌0:58                                                | 不明       |
| 富山県       | チューリップテレビ（TUT） | TBS系列 | 2013年3月28日（27日深夜） 0:00 - 0:30 2013年3月30日（29日深夜） 0:40 - 1:10                             | 不明       |
| 愛媛県       | あいテレビ（itv）         | TBS系列 | 2013年4月6日 15:54 - 16:54                                                                              | 不明       |

#### 全国ネット昇格後
放送局
| 放送対象地域   | 放送局                    | 系列    | 放送期間        | 放送日時           | 遅れ日数   |
| -------------- | ------------------------- | ------- | --------------- | ------------------ | ---------- |
| 関東広域圏     | TBSテレビ（TBS）          | TBS系列 | 2013年4月25日 - | 木曜 20:00 - 21:58 | 制作局     |
| 北海道         | 北海道放送（HBC）         | TBS系列 | 2013年4月25日 - | 木曜 20:00 - 21:58 | 同時ネット |
| 青森県         | 青森テレビ（ATV）         | TBS系列 | 2013年4月25日 - | 木曜 20:00 - 21:58 | 同時ネット |
| 岩手県         | IBC岩手放送（IBC）        | TBS系列 | 2013年4月25日 - | 木曜 20:00 - 21:58 | 同時ネット |
| 宮城県         | 東北放送（TBC）           | TBS系列 | 2013年4月25日 - | 木曜 20:00 - 21:58 | 同時ネット |
| 山形県         | テレビユー山形（TUY）     | TBS系列 | 2013年4月25日 - | 木曜 20:00 - 21:58 | 同時ネット |
| 福島県         | テレビユー福島（TUF）     | TBS系列 | 2013年4月25日 - | 木曜 20:00 - 21:58 | 同時ネット |
| 山梨県         | テレビ山梨（UTY）         | TBS系列 | 2013年4月25日 - | 木曜 20:00 - 21:58 | 同時ネット |
| 新潟県         | 新潟放送（BSN）           | TBS系列 | 2013年4月25日 - | 木曜 20:00 - 21:58 | 同時ネット |
| 長野県         | 信越放送（SBC）           | TBS系列 | 2013年4月25日 - | 木曜 20:00 - 21:58 | 同時ネット |
| 静岡県         | 静岡放送（SBS）           | TBS系列 | 2013年4月25日 - | 木曜 20:00 - 21:58 | 同時ネット |
| 富山県         | チューリップテレビ（TUT） | TBS系列 | 2013年4月25日 - | 木曜 20:00 - 21:58 | 同時ネット |
| 石川県         | 北陸放送（MRO）           | TBS系列 | 2013年4月25日 - | 木曜 20:00 - 21:58 | 同時ネット |
| 中京広域圏     | CBCテレビ（CBC）          | TBS系列 | 2013年4月25日 - | 木曜 20:00 - 21:58 | 同時ネット |
| 近畿広域圏     | 毎日放送（MBS）           | TBS系列 | 2013年4月25日 - | 木曜 20:00 - 21:58 | 同時ネット |
| 鳥取県・島根県 | 山陰放送（BSS）           | TBS系列 | 2013年4月25日 - | 木曜 20:00 - 21:58 | 同時ネット |
| 岡山県・香川県 | RSK山陽放送（RSK）        | TBS系列 | 2013年4月25日 - | 木曜 20:00 - 21:58 | 同時ネット |
| 広島県         | 中国放送（RCC）           | TBS系列 | 2013年4月25日 - | 木曜 20:00 - 21:58 | 同時ネット |
| 山口県         | テレビ山口（tys）         | TBS系列 | 2013年4月25日 - | 木曜 20:00 - 21:58 | 同時ネット |
| 愛媛県         | あいテレビ（itv）         | TBS系列 | 2013年4月25日 - | 木曜 20:00 - 21:58 | 同時ネット |
| 高知県         | テレビ高知（KUTV）        | TBS系列 | 2013年4月25日 - | 木曜 20:00 - 21:58 | 同時ネット |
| 福岡県         | RKB毎日放送（RKB）        | TBS系列 | 2013年4月25日 - | 木曜 20:00 - 21:58 | 同時ネット |
| 長崎県         | 長崎放送（NBC）           | TBS系列 | 2013年4月25日 - | 木曜 20:00 - 21:58 | 同時ネット |
| 熊本県         | 熊本放送（RKK）           | TBS系列 | 2013年4月25日 - | 木曜 20:00 - 21:58 | 同時ネット |
| 大分県         | 大分放送（OBS）           | TBS系列 | 2013年4月25日 - | 木曜 20:00 - 21:58 | 同時ネット |
| 宮崎県         | 宮崎放送（MRT）           | TBS系列 | 2013年4月25日 - | 木曜 20:00 - 21:58 | 同時ネット |
| 鹿児島県       | 南日本放送（MBC）         | TBS系列 | 2013年4月25日 - | 木曜 20:00 - 21:58 | 同時ネット |
| 沖縄県         | 琉球放送（RBC）           | TBS系列 | 2013年4月25日 - | 木曜 20:00 - 21:58 | 同時ネット |

ネット配信
- TVer - 2015年11月 - 、木曜 22:00 更新・最新話限定で無料配信
- GYAO! - 2013年4月 - 、土曜 17:00 更新・最新話限定で無料配信

備考
- 2014年1月9日放送のスペシャルについて、第1部（18:45 - 19:00）はTBSテレビ・北陸放送の2局のみフルネット、TBSテレビ・北陸放送以外の上記各局では第2部を19:00飛び乗り（19:00 - 20:54）で同時ネット。

### 放送時間の変遷
| 期間       | 期間       | 放送曜日             | 放送時間（日本時間）   |
| ---------- | ---------- | -------------------- | ---------------------- |
| 2012.10.24 | 2013.03.27 | 木曜日（水曜日深夜） | 0:20 - 0:50（30分）    |
| 2013.04.25 | 2013.09.12 | 木曜日               | 20:00 - 20:54（54分）  |
| 2013.10.10 | 2015.09.24 | 木曜日               | 19:56 - 20:54（58分）  |
| 2015.10.08 | 2016.03.17 | 木曜日               | 19:56 - 21:49（113分） |
| 2016.04.07 | 2017.09.21 | 木曜日               | 19:56 - 21:54（118分） |
| 2017.10.05 | 2024.03.28 | 木曜日               | 20:00 - 21:57（117分） |
| 2024.04.04 | 現在       | 木曜日               | 20:00 - 21:58（118分） |

## スタッフ（2025年7月17日時点）
※=ゴールデン進出時から参加。•=2014年11月27日時点での加入。
- ナレーター：平野義和、垂木勉（2015年10月8日より）、銀河万丈、早見沙織（平野・早見・銀河→※）
- 構成：藤田俊哉、佐藤大地、山形遼介、落合悠貴、坂田至（坂田→※）
- TM：半田圭（※）
- TD：梶谷美保（※）
- CAM：菅沼雄介・高村勇樹（※）【週替り】
- VE：松吉英明・熊谷雄太（※、松吉→以前はVTR）【週替り】
- VTR：吉田拡司・佐々木幸朗・田中千明・錦織健三・對間敏文・阿部法寛・湊里実・五来魁世（※、對間→以前はVE→一時離脱）【週替り】
- 音声：伊藤璃子・深田瑠美子（※）【週替り】
- 照明：永田泰二（※）
- 美術：岩城正和•（以前は美術ディレクター）
- デザイン：宇野宏美（※）
- 美術ディレクター：町山充洋、小栗綾介、保田大介、古賀福太郎（共に※、小栗・保田→以前は美術制作）
- 装置：相良比佐夫（※）
- 操作：椋野慎介（※）
- メカシステム：庄子泰広（※）
- 持道具：佐藤秀治（※）
- 電飾：渡辺竜明（※）
- 装飾：篠原直樹
- アクリル装飾：吉原正典（※）
- 衣裳：岩本彩音（※）
- ヘアメイク：川原悠希・アートメイク・トキ・小川瑛未（共に※）【週替り】
- EED：黒田昌志
- MA：茂木遼介、中村美来、近藤宏樹、石塚翔子、大浦克寿、高良玄、木村亮允、鈴木亮【週替り】、阿部雄太【毎週】（阿部以外→※）
- 音効：清水康義、大野あゆみ（大野→※）
- CG：松山真浩、小室泰樹（小室→※）
- イラスト：今野さと子
- TK：伊藤佳加（※）
- デスク：菊池友加里、山本夏帆（共に※）
- 技術協力：VIC、TBS ACT（旧：東通）、IMAGICA、VALSE inc、デジデリック、Style-O、東京オフラインセンター、Not Or All（VIC・デジ・東京・Not→※）、機材レンタルカメクル
- リサーチ：スコープ（※、以前は協力）、フルタイム（※、一時離脱►復帰）
- SNS：春日美咲（※）
- 編成：髙田脩（※、高田名義で以前はディレクター►一時離脱►復帰）、関川友理（※）
- 配信：パリーク亜門（※）
- 宣伝：豊泉真由、長島更紗（共に※）
- AD：北本宇宙、木村明日香、柴口大和、藤本菜那、村上まりん、山本瑞季【毎週】、田中絵理、安納航平、宗なつめ、荒川萌乃、市丸誠、堀内沙那、十三稜司、大家朋和、近藤夏海、寺内麻菜美、中嶋未夢、野口将、本多翼、松本航平、重光茉並、工藤綺乃、井上実那、南蒼空、平山愛理、石黒希美、高菜摘、佐藤聖将【週替り】
- 制作進行：永井純平、高谷翔平、大湾愛紗香（共に※、永井→以前はディレクター、高谷・大湾→以前はAD）
- AP：宍戸透、羽根葵（羽根→2024年4月25日 - ）、吉田沙織（吉田→2025年2月27日 - ）、田中絵理、鈴木莉彩（田中・鈴木→2025年4月10日 - ）（全員→※）
- 協力プロデューサー︰常盤吉弘（※、2025年1月30日 - ）【不定期】
- ディレクター：前田匡寛、樋口明日香（極東電視台）、西原来、馬場一路（トップシーン）、宇佐美慧太、滝島春樹、高木裕太、永野司、二上義久、寺下洋平、山野邊聖勝（厨子王）、岡村美奈、三枝賢史、常松雪奈、清水萌加【週替り】、堀瑛梨紗、佐藤貴之、唐川英明（LOGIC）、池田絢太、有馬奈生、塩入美優(憂)、岩下力矢、原口虹架、長町彩女、飯島玄太郎、津田菜々美、牧野飛翼【毎週】（岡村・唐川・有馬・塩入・岩下・長町・津田→以前はAD、滝島・二上→一時離脱►復帰）
- 演出/ディレクター︰西村啓志（BOOM UP、以前はディレクター→毎週演出）【週替り】
- 演出：小田切大輔（※）【毎週】、村上俊教（orange.、深夜時代は、ディレクター→以前は毎週演出）【週替り】
- 総合演出：大谷眞純（以前は、ディレクター→演出）
- プロデューサー：麻生邦浩（※、2025年7月17日 - ）、河本恭平（※、2025年7月17日 - 、以前は編成→一時離脱►復帰）、酒井甚哉（極東電視台、以前はディレクター）、松本あゆみ（オラフズ、以前はAP→一時離脱→復帰）、髙橋隼人（※、2024年4月4日 -、以前は2015年10月より制作進行→一時離脱→2023年3月23日まで協力プロデューサー→再び一時離脱）、磯貝美佐子（極東電視台、※、2025年4月24日 - ）（麻生・河本・髙橋・磯貝以外→以前は協力プロデューサー►担当プロデューサー）
- プロデューサー・演出：藤田亘（※、2024年2月1日 -、一時離脱►復帰►2024年1月25日までディレクター/演出）
- スタッフ協力：orange.、k-ten、極東電視台、オラフズ、BOOM UP、トップシーン（全社→クレジットでの表記無し）
- 制作：TBSテレビコンテンツ制作局制作一部
- 製作著作：TBS

### 過去のスタッフ
- 総合演出：立浪仁志
- ナレーター：野島裕史、真地勇志、服部伴蔵門、奥田民義、近藤サト（近藤→2020年10月22日）、菊地心寧（真地～近藤→※）
- 構成：松田敬三、永野たかひろ、依田龍介（永野・依田→※）、堀越裕之、小山賢太郎、木南広明
- TM：長谷川晃司、荒木健一、近藤明人、八木真、寺尾昭彦（荒木〜寺尾→※）
- TD：藤本剛・中村年正（※）
- CAM：白川里子・中里子・廣岡達之（※）、柳田智明
- VE：二階堂隼・竹若章・青木智奈未・深澤愛梨・富田祐介（※、深澤→以前はVTR）、佐藤希美、森竜二、久保澤知史
- VE/VTR：吉田崇（※、一時離脱→復帰）
- 音声：藤井忍、鈴木誠司・西偲伸（※）
- 照明：根岸朋之、中田学（中田→※、2021年1月21日）、中川清志・紺野淳一・富井泰良（※）
- VTR：武冨友香、南原光三、猿田新吾、則竹香（共に※）
- 美術：太田卓志、澁谷政史（澁谷→※、以前は美術制作►一時離脱►復帰）
- デザイン：寒友哉（※）
- 美術制作：矢部香苗、田中秀和、若松真夢、武井大浩（田中～武井→共に※）
- 美術ディレクター：捧里彩子（※）
- アクリル装飾：青木剛、齋田篤（共に※）
- 装置：谷平真二
- 操作：高久紀子
- 特殊装置：勝大輔•
- 持道具：寺澤麻由美、小松絵里子、畠山浩義、岩本美徳（小松〜岩本→※、岩本→一時離脱►復帰）
- 電飾：小林伊織、西田和正（西田→※）
- 特殊装置：高橋出（※）
- CG：青木貴則、河村光彦（共に※）
- 衣裳：渥美智恵、坪内夏美（※）
- ヘアメイク：石月裕子、梅原恵里、大久保美幸、西村紘美（梅原・大久保・西村→※）
- 音効：沼波良子（※）
- SNSリサーチ：北田高彬、斉藤直美（共に※）
- デスク：大島史子、後藤央、西岡知子、川野友美、石川夏海、曽我益千子、伊藤藍、市村友希（後藤～市村→共に※）
- 技術協力：PROJECT80、ViViA
- 編成：保津章二、中島啓介、辻有一、高橋正尚、宮崎真佐子、高市廉、石原隆史、小島健之、福間寛子、武田梓、杉田彩佳（共に※）
- 宣伝企画（※）：眞鍋武
- 宣伝：田中瑞穂、酒井美沙樹、國井応起、落合真美、山岸信良、井田有香、吉原瑠那、小谷有美、中川麻衣、原美穂乃（酒井～原→共に※）
- 配信（※）：戸島紅、石橋茉美、森岡史典
- AD：三田泰子、宮慎司、金城一希、上野草太朗、津和真季、佐脇基之（佐脇→※）、中村優、井上知奈美、俵木花純、加藤大輝、今関晋太郎、阿久津大、高津摩理愛、貴田涼介、長棟はなみ、岡本滉祐、山浦裕斗、山口駿、卜部将斗、梅澤賢人、田中隼、木本洸寛、中島洋太郎、阿部真歩、絹川和希、尾堂早紀、川畑雄太、西野麗華、疇地祐介、新井由佳子、佐々木華愛、遠藤佑将、佐藤瞳、工藤快生、比嘉絵理香、横井夏帆、原万璃子、亘直哉、二子隼枝、飯山恭生、佐藤萌佳、松本彩花、中山大輔、石田未(実)来、田中美奈、造隼葵、西野哲生、小林真由子、中村澪奈、高橋沙紀、池田英樹、上田沙栄、神原愛、千葉琴音、伊藤志帆、岡崎航希、佐藤僚祐、戸髙嘉也、平田一尭、國府美和、長谷川陸、山本夏帆、西口汀、倉光佑弥、田村亮、仲野ひかる、星野桃伽、西田聖菜、高橋優人、須藤暸、松森幹太、大久保滉一郎、島田諒太朗、金丸大輔、山崎純、高田鉄平、龍野力、李英哲、宮本佳奈、大久保達己、井上寛規、加藤倭子、塚本智久、赤松大悟、岩本在斗、宮崎雅也、湯澤雛乃、中川海、武藤裕(結)子、池口麻衣、湯静儀、森川綾香、辻井大輝、有馬陸人、峯岸拓海、森田英里、原田美智瑠、小野仁美、酒井星、長坂慧人、笠原怜那、米倉拓海、坂本瑠璃、杉村由香子、古山和樹、江口真代、湯地和華、三池萩、鈴木美成、二階堂弘貴、福井みゆ、山田裕也、小野玲恵香、西内楽々、福田太希、小野塚悠斗、郷田安矢乃、大野愛莉、北村太洋
- AP：渡辺舞、加藤浩明、市川舞子、伊達和輝、竹原百利子、田中智子、西田早耶香、山口亜里泳、山野江美香、池田詩織、嶋田莉乃、佐藤恵里、柳渕己奈、横山優花、内田久美子、中塩仁美、葛西優希（k-ten）、吉田悠加、岩崎ゆかり、伊藤舞、櫻田吏保、武田欣樹、小林未季、傳田眞子、蓮見仁史、内田早紀、髙津摩里愛、西あかね（BOOM UP）、加藤舞衣、布施木美佳、新川晴佳、木村実咲希（加藤浩以降→※、櫻田→以前は毎週AD、加藤舞→2023年7月6日 - 2024年5月、布施木→2023年4月27日 - 2024年5月、新川→2023年11月23日 - 2024年7月、以前はAD、木村→2024年4月25日 - ）
- 制作進行：須山英治•、庄子伸正、櫻井弘美、名古屋宏明（極東電視台）、農座千尋、小坂洋司、小川夏美、川上克己、井上美鈴（井上→2024年4月4日 - ）、本池美凪（本池→2024年11月28日 - ）、田邊奈津美（田邊→2025年1月30日 - ）、（庄子・名古屋～川上→※、農座→以前は毎週AD→AP、井上・田邊→以前はAD、小坂→以前はAP）
- ディレクター：立浪貴司、岸宏美、長久保彰宏、川島優子、川名良和・青柳剛（LOGIC ENTERTAINMENT）、藤原将人、渡部修平、伊藤義、堀敬介、小林一丈、高橋行広、千賀省平、佐藤宏樹、福田翔吾、菊地翔、北圭吾、津田英明、近藤貴浩（近藤→一時離脱►復帰）、田中慶、北嶋浩久、持田謙二、井手俊輔、有馬基揮、松尾卓磨、山浦久弥、高橋久直、筏津英一、太田和騎、宮田智久、百々隆了、吉倉瑞穂、岩波純、大西耕太、流石英昭、窪田晃也、千葉博史・新目美菜海・古山洋輔・岸秀憲（極東電視台）、大谷真也、小倉大輔、柳沢光一郎、鶴田哲朗(郎)・小野澤拓（オラフズ）、竹田卓将、臼杵優士、加藤雄一朗、岡田達哉、村井将哉、後藤玄希、早崎春香、伊藤広祥、門脇大志、唐澤景一、足立達哉、稲垣知宏・西田詠一（k-ten）、山本清志郎、大前健太（川島・渡部以降全員と太田・足立以外全員→※、田中・北嶋・新目→共に一時離脱►復帰、百々→2016年11月より一時期制作進行►一時離脱、山浦・松尾・岡田・村井・後藤・早崎・伊藤→共に以前はAD）
- 演出：高岡猛、木村大介（高岡→以前はディレクター►一時離脱►復帰）、後藤美和（orange.、毎週）
- 協力プロデューサー：田村恵里（※、2014年4月10日 - 2019年7月4日、以前はプロデューサー）、佐藤祥（※、2018年8月 - ）、麻生邦浩（※、2020年10月15日 - 2022年7月）
- プロデューサー：田崎真洋（※、2020年10月15日 - 2023年6月、2016年4月 - 2020年9月まで協力プロデューサー）、山本一雄（※、2019年7月11日 - 2023年6月、以前は協力プロデューサー►担当プロデューサー）、吉橋隆雄（※、2023年4月27日 - 6月）、池田尚弘（※、2023年7月6日 - 2024年1月25日）、須藤駿（※、2023年7月6日 - 2024年1月25日、以前はディレクター►一時離脱►復帰）、赤阪千明（2024年2月1日 - 9月、以前はAD►ディレクター►一時離脱►復帰）、藤野信樹（※、2022年7月7日 - 2025年7月、以前は協力プロデューサー►担当プロデューサー）、黄地久美子（※、2024年10月17日 - 2025年7月）、橘昌余（k-ten、※、2020年10月15日 - 2024年9月、以前はAP）、三田村奈緒子（極東電視台、※、2024年4月25日 - 9月）、堀田光里（※、2024年4月25日 - 10月）、高橋尚輝（※、2025年2月13日 - ）
- CP(チーフプロデューサー)：菊野浩樹（2012年10月24日 - 2014年2月27日）、畠山渉（2023年4月6日 - 6月、深夜時代は、編成►2020年9月までプロデューサー、2020年10月15日 - 2021年11月18日までチーフプロデューサー、2021年11月25日 - 2023年3月23日までエグゼクティブプロデューサー）
- 制作協力：Hi-STANDARD

## 姉妹番組
2024年4月18日から不定期で本番組の姉妹番組として犬と猫をメインとした「わんにゃん観察バラエティ アニマリング」が放送されている。

### 放送リスト
曜日の記述がない放送回はすべて『モニタリング』と同じ、木曜日に放送されている。
第1弾 2024年4月18日 20:00 − 21:58
第2弾 2024年5月23日 20:00 − 21:58
第3弾 2024年6月10日(月) 19:00 − 20:55
第4弾 2024年8月15日 20:00 − 22:00
第5弾 2024年9月12日 20:00 − 22:00
第6弾 2024年10月10日 20:00 − 21:50
第7弾 2024年10月31日 20:00 − 22:00
第8弾 2024年11月14日 20:00 − 22:00
第9弾 2025年2月6日 20:00 − 21:58
第10弾 2025年2月14日(金) 20:55 − 22:00
第11弾 2025年3月14日(金) 21:10 − 22:00
第12弾 2025年3月27日 20:00 − 22:00
第13弾 2025年4月4日(金) 22:00 − 22:54
第14弾 2025年5月23日(金) 20:55 − 22:00
第15弾 2025年8月1日(金) 21:10 − 22:00

### 出演者
ただ、全編ロケVTRで構成される回もあり、その回は出演していない。
- ブラックマヨネーズ（小杉竜一・吉田敬）
- 小泉孝太郎
- 近藤春菜（ハリセンボン）
- 川口春奈
- NAOTO

### スタッフ
- ナレーター：平野義和、早見沙織
- 構成：山形遼介（第13回-）、藤田俊哉、佐藤大地（共に第15回）
- TM：半田圭
- TP：吉田崇（第15回）
- 美術：小栗綾介
- 美術デザイナー：松沢光祐（第14回-、第13回まではデザイン）
- 美術ディレクター：渡邊晴香、町山充洋（町山→第6回-）
- 大道具装置：相良比佐夫（第13回-、第1-12回は装置）
- 大道具操作：椋野慎介（第13回-、第1-12回は操作）
- 電飾：渡辺竜明（第1-12,14回-、第13回は植木装飾兼務）
- メカシステム：庄子泰広
- 装飾：篠原直樹
- 植木装飾：猿山利昭（第14回-）
- アクリル装飾：吉原正典
- 衣裳：岩本彩音（第14回-）
- 持道具：上井柊弥（第6回-）
- ヘアメイク：小川瑛未（第13回-）
- EED：磯田真（第15回）
- MA：泉野翔洋（第13,15回）
- 音効：大野あゆみ、立石澪奈
- CG：松山真浩、小室泰樹、株式会社Alice（Alice→第4回-）
- TK：伊藤佳加
- 監修：ヤマザキ動物看護大学（第1-12,14回）/高倉はるか（第2回-）
- 協力：ふわふわペットタクシー、NEKOIRI(日本海工業)、ノーマンハウス東松山、鮪達人（共に第15回）
- デスク：菊池友加里
- 技術協力：VIC、TBS ACT、IMAGICA、VALSEinc、デジデリック、東京オフラインセンター、mule、機材レンタルカメクル
- リサーチ：フォーミュレーション（第2回-）
- SNS：春日美咲（第2回-）
- 配信：パリーク亜門（第15回）
- 宣伝：豊泉真由、長島更紗、斉藤花弥（長島・斉藤→第3回-）
- 編成：髙田脩
- 制作協力：VIVIA（第1,2,4回-）
- AD：中崎岳飛（第1回-）、星野ひなり（第1回-）、加藤茉穂（第14回-）
- 制作進行：前田泰一郎、大野道子（大野→第4回-）
- AP：伊藤みず紀（第1回-）、東野真有（第7回-）
- 協力P：松本あゆみ（オラフズ）
- ディレクター：中島浩喜（第1回-）、渡邊伸（第4-11,13回-）、高木泉（第1,3回-）、堀脇宙樹（第1,3回-）
- 演出：細田和也（第1回-）
- プロデューサー：丸山佳夫（第1回-）、池田大史（SION、第1回-）、山口博之（第1回-）
- チーフプロデューサー：樋江井彰敏
- プロデューサー・演出：藤田亘（第14回-、第13回まではプロデューサー）
- 制作：TBSテレビコンテンツ制作局制作一部
- 製作著作：TBS

#### 過去のスタッフ
- ナレーター：銀河万丈（第1-9,12回）
- 構成：中野俊成、佐藤雄介、鶴田勝哉、エモペイ（共に第1-14回）
- TD：梶谷美保（第1-13回）
- CAM：廣岡達之（第1回）、菅沼雄介（第2-13回）
- VE：富田祐介（第1,5回）、吉田崇（第2-4回）、松吉英明（第6-13回）
- 音声：前田侑里（第1-3回）、伊藤璃子（第4-13回）
- 照明：永田泰二（第1-3,6-8,10-13回）、富井泰良（第4,5,9回）
- EED：黒田昌志（第1-9,12回）、野澤涼（第10,11,13回）、田口勇馬（第14回）
- MA：茂木遼介（第1-7,12回）、高良玄（第8,9回）、井田須美子（第10,11回）、下條亨介（第14回）
- 持道具：岩本美徳（第1-5回）
- 衣裳：渥美智恵（第1-12回）、坪内夏美（第13回）
- ヘアメイク：アートメイク・トキ（第1-12回）
- イラスト：グレートインターナショナル、リトルベア（共に第4-9回）
- イラストレーター：榎本よしたか（第11,14回、第3-9回はイラスト）
- 映像提供：Rumble（第3回）
- 協力：麻布ペット（第3回）、湘南動物プロダクション（第4,9回）、八王子市あったかホール（第7回）、アニマルプロ（第7,8,12,14回）、エムドッグス（第7,12回、第3回は動物プロダクションエムドッグスと表記）、取手市・取手フィルムコミッション、DAM第一興商（共に第8回）、AHBASE、両国テラスカフェ（共に第10,11回）、足立区、Table by S、とみさとフィルムコミッション、黒姫高原スノーパーク（共に第12回）、Samoyed cafe AL（第13回）、新木場イーノの森Dog Garden、HOT DOG TOWN Ariake（共に第14回）
- 技術協力：コンドル（第4-8回）、株式会社 ロッコウ・プロモーション（第7,8回）
- リサーチ：フルタイム（第1-3回）、JFK（第5回）
- 配信：相川拓也（第1-14回）
- 編成：福間寛子（第2-4回）
- 制作協力：BERMUDA（第2,4-9,11-13回）、極東電視台（第4-7,12回）
- AD：川村倫加、酒井星哉、足立茉優（共に第1回）、渡邉紗来（第1-3回）、柴崎祐輔（第1-6回）、石塚賢一（第1,3,6回）、中塚智也（第2,4回）、瀧本真史、高田大聖（共に第2,4-9,11-13回）、渡邉将成、星野啓祐（共に第4-7回）、薗部舞衣子（第4-8回）、野田慎也（第4-9,11-13回）、西崎翔一（第5回）、伊藤剛（第5-9,11-13回）、西田茉奈（第6-13回）、杉本真美子（第7回）、本多翼（第7-13回）、小川晃史（第12回）
- 制作進行：三輪さくら（第1,2回）
- AP：小林美保（第1-3回）、和田朋美（第4-6回）
- ディレクター：永松浩一郎（第1回）、守屋愛子、村松敬祐（共に第1,2回）、山田恭平（ダイジョブス、第1,2,5-8回）、横尾隼（第1-8回）、薮崎雅弘（第1,3,5-12回）、丹野絵梨香（第2,4,6-8回）、本田哲也（第2,4-12回）、戸田悠貴（第2,4-9,11-13回）、徳江雄一（第4-7回）、中野栞里（第5回）、山城洋昌（第6-8回）、田中弥生（第9,12回）、菊地和人（第12回）、佐藤貴之、唐川英明、岩下力也、永野司（共に第12,14回）
- FD：川名良和（LOGIC ENTERTAINMENT、第1-9回）
- 演出：塩谷暁充（第1,2,4-9回）、小田切大輔（第1,4-9回）、堤俊博（第2,4-9,11-13回）
- プロデューサー：藤野信樹（第4-14回）、磯貝美佐子（第4-7,12回）、堀田光里（第6-9,11-13回、第2,4,5回はAP）、髙橋隼人（第12回）